# Papirus Oxyrhynchus 47
Papirus Oxyrhynchus 47 oznaczany jako P.Oxy.I 47 – rękopis zawierający oficjalny raport o podziale gruntów (καταλοχισμός) napisany w języku greckim przez Achilleusa. Papirus ten został odkryty przez Bernarda Grenfella i Arthura Hunta w 1897 roku w Oksyrynchos. Rękopis został napisany pomiędzy 83 a 88 rokiem n.e. Przechowywany jest w Muzeum Brytyjskim (750). Tekst został opublikowany przez Grenfella i Hunta w 1898 roku.
Manuskrypt został napisany na papirusie, na pojedynczej karcie. Rozmiary zachowanego fragmentu wynoszą 14,6 na 6,6 cm. Dokument pochodzi z czasów Domicjana.